# Peter Carington, 6th Baron Carrington
Peter Alexander Rupert Carington, 6th Baron Carrington KG, GCMG, CH, MC, PC, DL, britanski politik in častnik, * 6. junij 1919, London, † 9. julij 2018.
Po študiju na Kolidžu Eton in Sandhurstu je vstopil v Grenadier Guards, v katerih je služil med drugo svetovno vojno; iz vojaške službe je bil odpuščen leta 1949.
Leta 1938 je nasledil svojega očeta Ruperta Caringtona kot šesti baron Carrington in tudi nasledil njegov položaj v Lordski zbornici. Sprva je bil parlamentarni sekretar na ministrstvu za kmetijstvo in hrano (1951-54) in ministrstvu za obrambo (1954-56), nato pa je bil visoki komisar Združenega kraljestva v Avstraliji (1956-59), prvi lord admiralitete (1959-63), minister brez listnice in vodja Lordske zbornice (1963-64), vodja opozicije v Lordski zbornici (1964-70), sekretar za obrambo Združenega kraljestva (1970-74), predsednik Konzervativne stranke (1972-74), državni sekretar za energijo Združenega kraljestva (1974), vodja opozicije v Lordski zbornici (1974-79), sekretar za zunanje zadeve Združenega kraljestva in minister za prekomorski razvoj Združenega kraljestva (1979-84) in generalni sekretar Nata (1984-1988).
Pred smrtjo je bil najdalj službujoči član Lordske zbornice in drugi najdalj službujoči član Privy Conucil.